# Blackshear (Georgia)
Blackshear es un pueblo ubicado en el condado de Pierce en el estado estadounidense de Georgia. En el censo de 2000, su población era de 3.283.

## Demografía
En el 2000 la renta per cápita promedia del hogar era de $27,285, y el ingreso promedio para una familia era de $38,414. El ingreso per cápita para la localidad era de $14,611. Los hombres tenían un ingreso per cápita de $30,263 contra $22,067 para las mujeres.

## Geografía
Blackshear se encuentra ubicado en las coordenadas 31°17′56″N 82°14′52″O / 31.29889, -82.24778 (31.298941, -82.247726).
Según la Oficina del Censo, la localidad tiene un área total de 11,3 km² (4,4 mi²), de la cual 11,1 km² (4,3 mi²) es tierra y 0,1 km² (0 mi²) (1.9%) es agua.